# Frédéric Osterrath
Frédéric Osterrath OSB (* 4. November 1882 in Tilff; † 22. Juli 1960) war ein belgischer Benediktiner und römisch-katholischer Abtbischof der Territorialabtei Pietersburg.

## Leben
Er empfing am 3. März 1906 die Priesterweihe.
Papst Pius XII. ernannte ihn am  14. November 1939 zum Abt von Pietersburg und Titularbischof von Tingis. Die Bischofsweihe spendete ihm der Apostolische Delegat in der Südafrikanischen Union, Bernard Gijlswijk OP, am 3. März des nächsten Jahres; Mitkonsekratoren waren Thomas Spreiter OSB, Apostolischer Vikar von Eshowe, und David O’Leary OMI, Apostolischer Vikar von Transvaal. 
Im Oktober 1952 trat er als Abt von Pietersburg zurück. Am 14. November 1956 wurde er zum Titularbischof von Syedra ernannt, da Tingis als Erzbistum Tanger wiedererrichtet wurde.